# South Plainfield
South Plainfield es un borough ubicado en el condado de Middlesex en el estado estadounidense de Nueva Jersey. En el año 2010 tenía una población de 23,385 habitantes y una densidad poblacional de 1,077 personas por km².

## Geografía
South Plainfield se encuentra ubicado en las coordenadas 40°34′31″N 74°24′54″O / 40.57528, -74.41500.

## Demografía
Según la Oficina del Censo en 2000 los ingresos medios por hogar en la localidad eran de $67,466 y los ingresos medios por familia eran $72,745. Los hombres tenían unos ingresos medios de $47,465 frente a los $34,329 para las mujeres. La renta per cápita para la localidad era de $25,270. Alrededor del 3.4% de la población estaba por debajo del umbral de pobreza.